# Djehuti (Schatzhausvorsteher)
Djehuti war ein hoher altägyptischer Beamter während der Regierungszeit der Königin Hatschepsut in der 18. Dynastie (Neues Reich).
Djehuti stammte aus der Gegend von Theben. Er arbeitete sich vom Zöllner bis in höchste Ämter hervor. Zu seinen herausragenden Titeln gehörten der des Schatzhausvorstehers und der des Oberaufsehers aller Arbeiten. In der Nekropole Dra Abu el-Naga in Theben-West ließ er sich das Grabmal TT11 errichten. Aus den dortigen Inschriften geht hervor, dass Djehuti unter anderem die Herstellung verschiedener Bauteile des Totentempels der Hatschepsut überwacht hatte. Ebenso war er in dieser Funktion bei Bauarbeiten am Amuntempel in Karnak tätig. Darüber hinaus beaufsichtigte er den Bau der Prozessionsbarke des Gottes Amun. Für das Gottesbildnis des Amun in Karnak ließ er Schmuck sowie für den Tempel weitere Ausstattungsgegenstände anfertigen.
Wahrscheinlich wurde Djehuti kurz nach dem 16. Regierungsjahr der Hatschepsut gestürzt. Darauf lassen die Tilgungen seines Namens in seinem Grab sowie in Deir el-Bahari, wo auch der Totentempel der Hatschepsut liegt, schließen. 2008 wurde bei Ausgrabungen in seinem Grab der Sarg eines Mannes namens Iker aus dem Mittleren Reich gefunden, was für eine spätere Umwidmung des Grabes spricht.